# Igor Nagayev
Igor Nagayev (n. 22 februarie 1966, Kiev, RSS Ucraineană, URSS) este un caiacist ce a reprezentat Uniunea Republicilor Sovietice Socialiste, medaliat olimpic. A participat la 2 ediții ale Jocurilor Olimpice (1988, 1992) în care a câștigat două medalii de argint.